# Униформология
Примеры униформы
Униформоло́гия (от фр. uniforme — форменная одежда + греч. -λογία — «слово, учение») — вспомогательная историческая дисциплина, изучающая историю возникновения и развития, а также характерные особенности служебной и, в первую очередь, военной формы одежды (военная униформология). 
Другие названия — мундироведение.

## Наука
Униформология является новой, формирующейся и активно развивающейся наукой, тесно связанной с другими научными дисциплинами — геральдикой, вексиллологией, фалеристикой, эмблематикой, искусствоведением.
Объектом изучения военной униформологии являются предметы обмундирования, снаряжения и знаки различия, принятые в разное время для военнослужащих (в гражданской униформологии — государственных служащих, чиновников), позволяющие установить принадлежность к вооружённым силам конкретного государства, родам войск, соединениям, частям и подразделениям, а также различать их по воинским званиям (чинам, должностям).
Источниковой базой для униформологии служат государственные и правительственные нормативные правовые акты (законы, указы, постановления и т.д.), ведомственные нормативные документы (приказы, директивы, циркуляры, распоряжения, технические условия и т.д.), регламентирующие комплектность, покрой, расцветку униформы и правила её ношения. Значительная часть источников по истории русской военной и гражданской формы одежды, опубликована в Полном собрании законов Российской империи, Собрании законов и постановлений, до части Военного ведомства относящихся, приказах и циркулярах по Военному и Морскому ведомствам.
Отдельную группу источников составляют картины, рисунки и фотографии, а также записки и воспоминания современников, помогающие уточнить детали военной формы и снаряжения, появившиеся в ходе кампаний и зачастую нерегламентированные официальными распоряжениями.
Изучение истории военного и гражданского костюма имеет своё практическое значение: правильная атрибуция музейных экспонатов (реальных вещей и произведений живописи), установление личностей исторических лиц, достоверное воспроизведение исторического прошлого в живописи, театре, кино и литературе, а также в исторической реконструкции.

## Униформология в России
Первым фундаментальным трудом по униформологии на русском языке, занимающим особое место, стала многотомная работа полковника А. В. Висковатова «Историческое описание одежды и вооружения российских войск», продолженная после его смерти редакцией «Российской военной хроники» во главе с генерал-лейтенантом В. В. Штейнгелем. В первой половине XX века вышли работы по униформе таких авторов, как В. К. Шенк, Г. С. Габаев, В. В. Звегинцов .
В конце XX — начале XXI веков в России и республиках бывшего СССР интерес к изучению истории военного костюма значительно вырос. Стали выходить многочисленные работы по униформе Российской императорской армии и флота, Белому движению, Красной (Советской) армий, правоохранительных органов, Третьего рейха, армий эпохи Наполеоновских войн, издаваться журналы униформологической направленности: «Орёл», «Цейхгауз», «Сержант» (все — Россия), «Однострій» (Украина) и некоторые другие. В настоящее время продолжает выходить только журнал «Старый Цейхгауз» (до 2008 года — «Цейхгауз»).
Среди авторов — Алексей Степанов,  Кирилл Цыпленков, Александр Кибовский, Сергей Попов, Олег Леонов, Дмитрий Клочков, Андрей Сакович, Александр Сорокин, Станислав Люлин, Владимир Глазков, Леонид Токарь и другие.

### Российские и советские известные униформологи (исторические личности)
- Висковатов, Александр Васильевич (1804—1858)
- Глинка, Владислав Михайлович (1903—1983)
- Юрьев Сергей Фёдорович (1895—1958)
- Макаров Александр Михайлович (1891—1965)
- Харитонов Олег Васильевич (1929—1994)
- Звегинцов, Владимир Владимирович (1914—1996)
- Космолинский Пётр Фёдорович (1950—2001)
- Куликов Валерий Николаевич (1930—2003)
- Летин Сергей Альбертович (1959—2005)
- Липатов Павел Борисович (1946—2017)
- Введенский Георгий Эдишерович (1954—2021)

### Фундаментальные труды, изданные в Российской империи
Висковатов А. В. Историческое описание одежды и вооружения российских войск, с рисунками, составленное по высочайшему повелению, с рисунками (в 30 томах).

### Фундаментальные труды по униформе Российской императорской армии, изданные за границей
Звегинцов В. В. История Русской Армии (в семи томах).

### Фундаментальные труды, изданные в СССР
Харитонов О. В. (составитель) Иллюстрированное описание обмундирования и знаков различия Советской Армии (1918—1958 гг.).
Глинка В. М. Русский военный костюм XVIII — начала XX века.

### Фундаментальные труды, изданные в Российской Федерации
Кибовский А. В., Степанов А. Б., Цыпленков К. В. Униформа российского военного воздушного флота (изд. 1-е — в трех томах; изд. 2-е — в двух томах).
Кибовский А. В., Леонов О.Г. 300 лет российской морской пехоте. Том I (1705—1855 гг.)
Доценко В. Д. Русский морской мундир. 1696—1917.
Введенский Г. Э. Пять веков русского военного мундира.
Введенский Г. Э. Русские офицерские шейные знаки.
Введенский Г. Э. Гусары и уланы. Кавалерия Российской армии.
Введенский Г. Э. Драгуны. Кавалерия Российской армии.
Введенский Г. Э. Кирасиры. Кавалерия Российской армии.
- Русский военный костюм (серия):

Летин С. А., Леонов О. Г. От Петра I до Петра III.
Леонов О. Г. Эпоха Екатерины II
Леонов О. Г. Армия Павла I.
Леонов О. Г. Армия Александра I: пехота, артиллерия, инженеры.
Леонов О. Г. Армия Александра I: кавалерия.
Леонов О. В.  Русский военный костюм. XVIII век. Новые материалы (Справочник).
Леонов О. В. Русский военный костюм. Гвардейская пехота XVIII века.
Глазков В. В. Военный мундир эпохи Александра II. 1855—1861. Том I.
Глазков В. В. Военный мундир эпохи Александра II. 1855—1861. Том II.
Глазков В. В. Военный мундир эпохи Александра II. 1862—1881. Том I.

Глазков В. В., Попов С. А. Униформа российского военного флота. 1801—1855.
Глазков В. В. Униформа российского военного флота. 1855—1881.
Глазков В. В. Униформа российского военного флота. 1881—1917. Том I.
Глазков В. В. Униформа российского военного флота. 1881—1917. Том II.

Степанов А. Б. Униформа советского Военно-Морского Флота. 1918—1942.
Степанов А. Б. Униформа советского Военно-Морского Флота. 1943—1950.
Степанов А. Б. Униформа советского Военно-Морского Флота. 1951—1991. Том I.
Степанов А. Б. Униформа советского Военно-Морского Флота. 1951—1991. Том II.

Степанов А. Б., Тарарушкин А.Н. Униформа советских Воздушно-десантных войск. 1931—1991.

Попов С. А. Русский гражданский мундир. 1755—1855. Том I.
Попов С. А. Русский гражданский мундир. 1755—1855. Том II.
- Клочков Д. А. Великая война. Обмундирование, снаряжение и вооружение Российской императорской армии. 1914–1917 (серия):

Том 1. Гвардейская пехота: нижние чины.
Том 2. Гвардейская пехота: офицеры и генералы.
Том 3. Гвардейская пехота: спецкоманды и категории, отдельные части.
Том 4. Гвардейская тяжелая кавалерия.
Том 5. Гвардейские драгуны и конно-гренадеры.
Том 6. Гвардейские уланы.
- Библиотека "Старого Цейхгауза" (серия):

Попов С. А. Армейская и гарнизонная пехота Александра I.
 Клочков Д. А. (составитель) Описание обмундирования и вооружения нижних чинов войск Российской армии. 1843
Попов С. А. Мундир студентов и учащихся дореформенной России.
Попов С. А., Глазков В. В. Московская столичная полиция.
Асварищ М. Б. Мальтийский мундир в России и Европе: XVIII—XIX вв.
Степанов А. Б. Нарукавные знаки Вооруженных Сил СССР. 1920—1991.
Степанов А. Б. Нарукавные знаки РККА. 1918—1924.
Цыпленков К. В., Дриг Е. Ф. Стальная форма стальных войск. Форма одежды личного состава мотомехвойск РККА образца 1934 года.
Люлин С. Ю. Прусская кавалерия. 1808—1840. Том I.
Люлин С. Ю. Прусская кавалерия. 1808—1840. Том II.
Люлин С. Ю. Прусский ландвер и добровольческие формирования. 1813—1840.
Люлин С. Ю. Прусская пехота. 1808—1840.
Сологуб К. Н., Степанов А. Б., Шевельков А. А. Ленты Российского военно-морского флота. 1872—1917.

Федосеев С. Б. Железнодорожный мундир империи.
Дриг Е. Ф. Сталинские танкисты. Организация войск, прохождение службы, униформа.
Воронов В. Ю., Шишкин А. И. НКВД СССР. Структура, руководящий состав, форма одежды, знаки различия. 1934—1937 гг.
Токарь Л. Н. История  российского форменного костюма. Советская милиция. 1918—1991.
Токарь Л. Н. Униформа российского гражданского воздушного флота. 1929—2006.
Глазков В. В., Попов С. А., Серуп Я. (авторы-составители). Русская коллекция Датского военного музея. Каталог (на русском, английском и датском языках).

### Галерея работ художников-униформологов

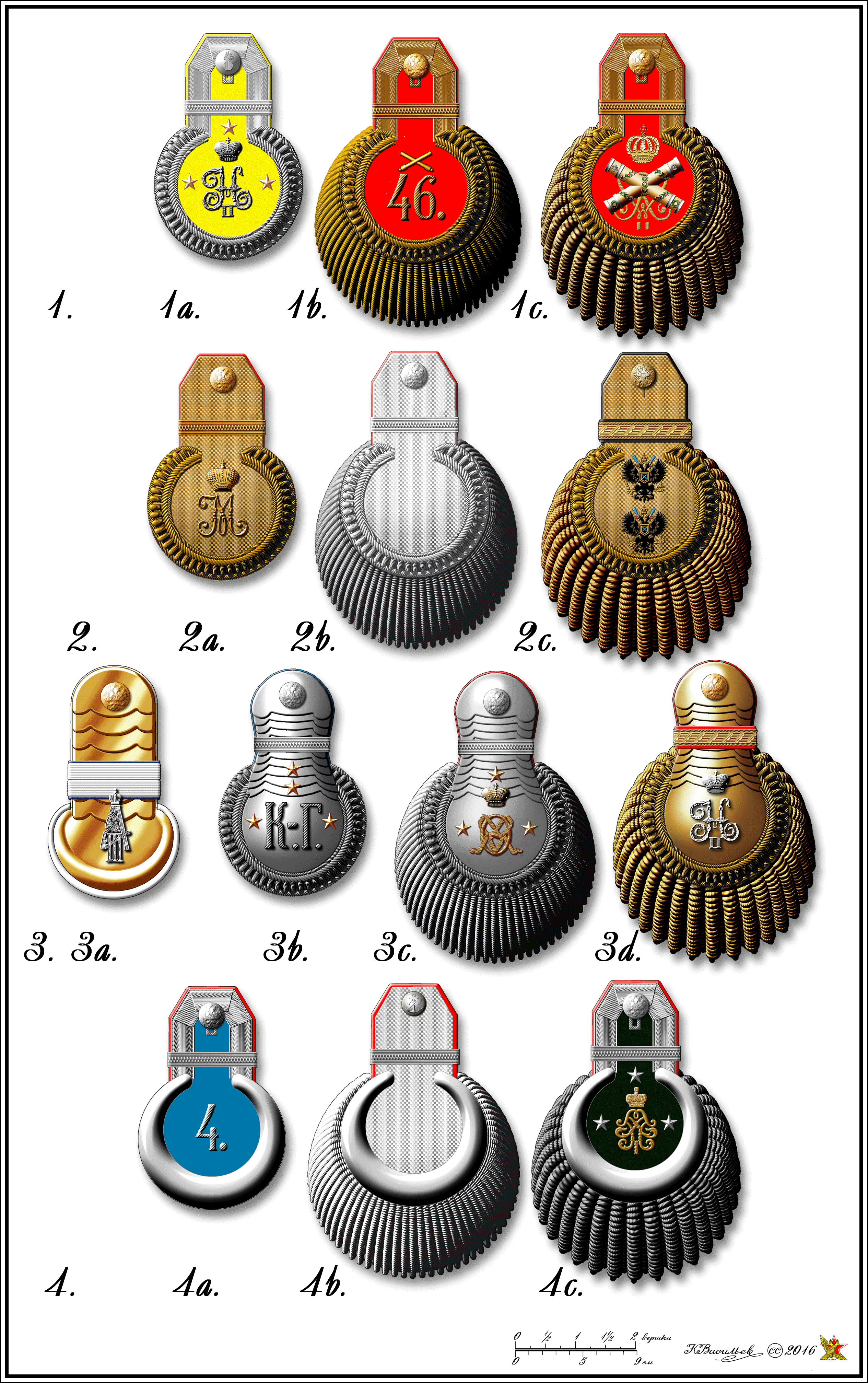
Эполеты в Российской империи Автор: Кирилл Сергеевич Васильев
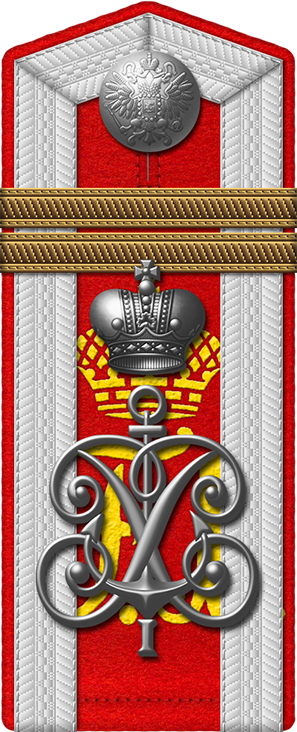
Погон Автор:Алексей Алексеевич Худяков
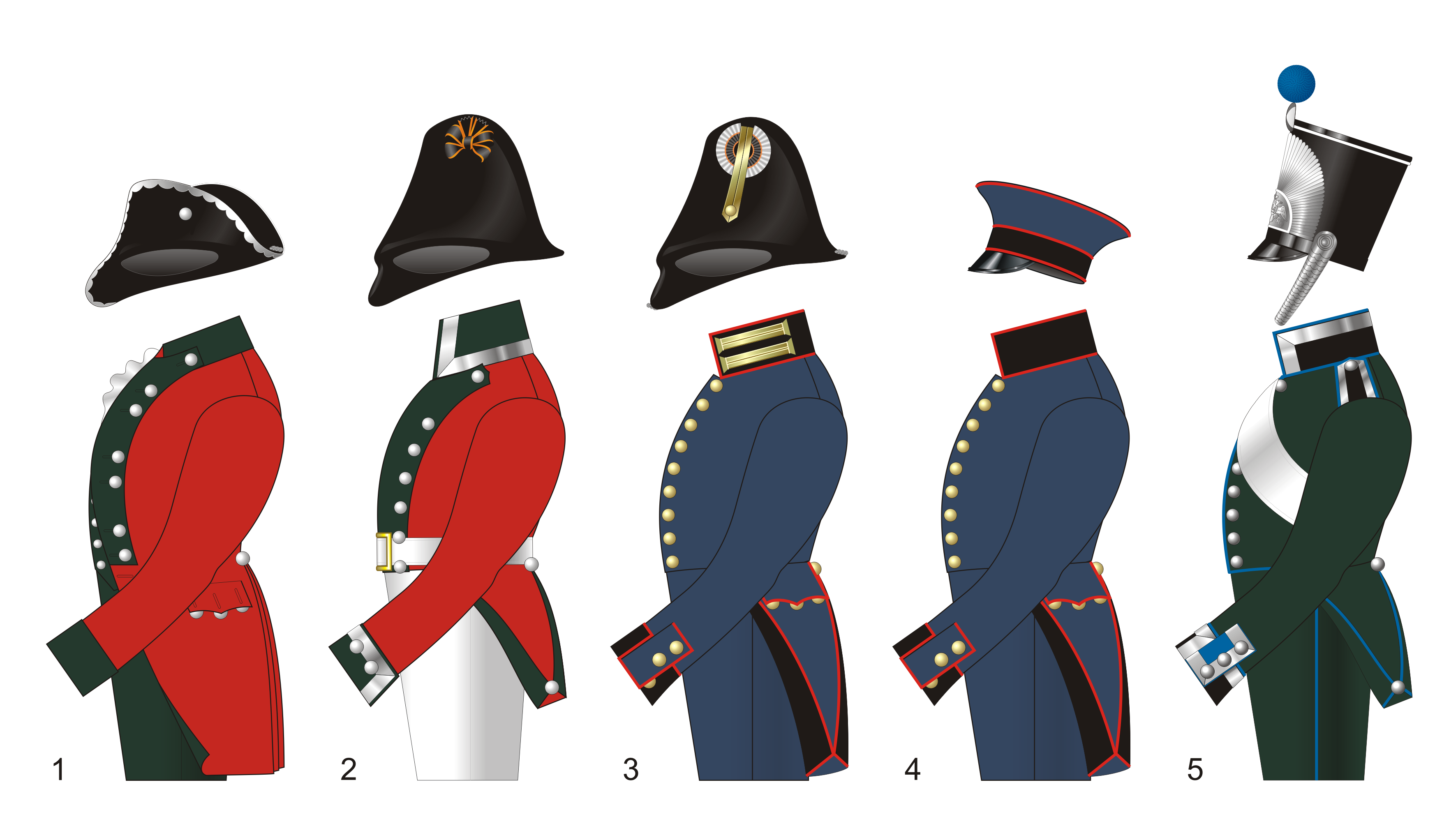
Униформа Горного института конца XVIII – середины XIX века Автор:Сергей Алексеевич Попов
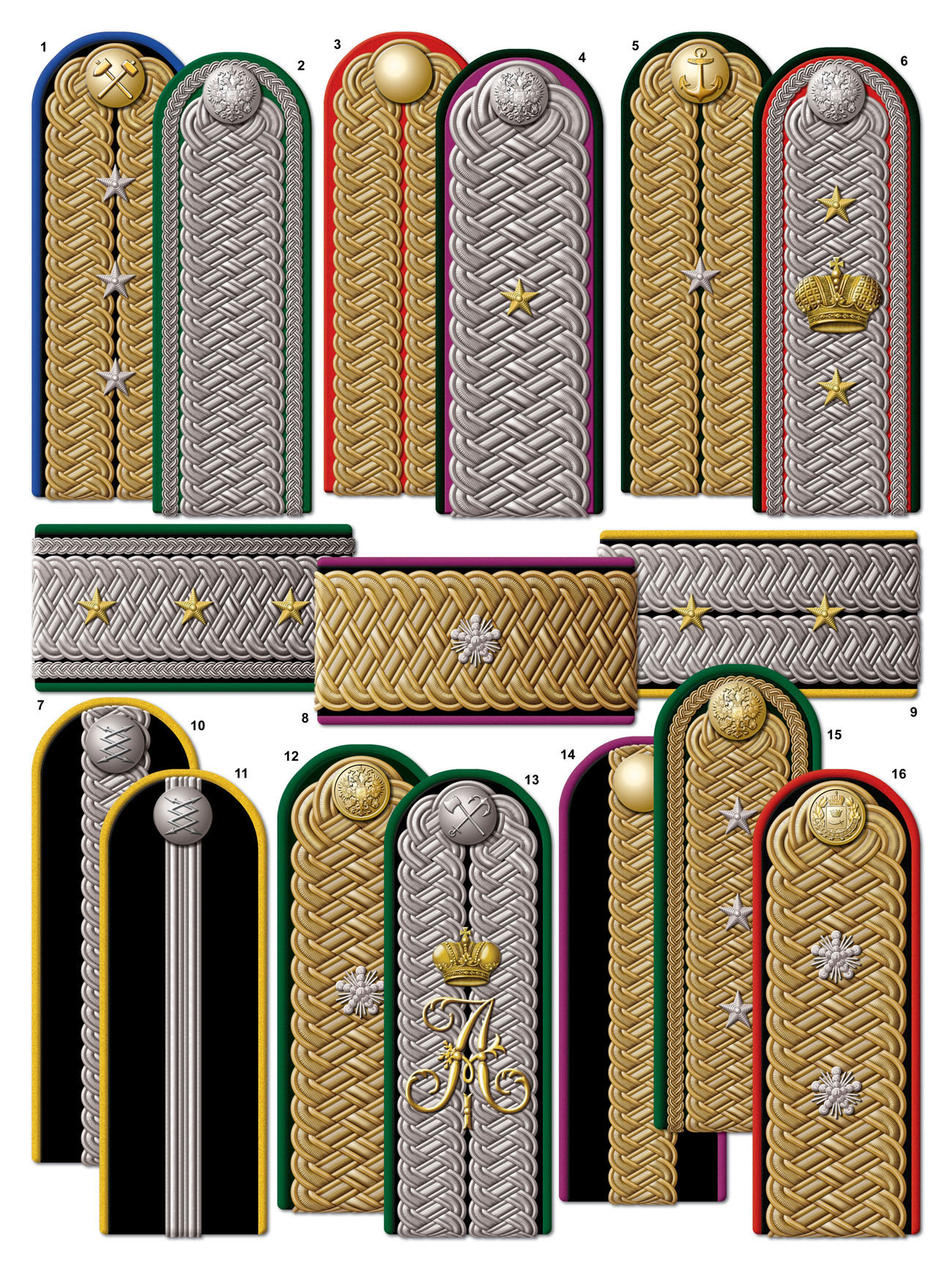
Гражданские плетеные погоны Автор:Сергей Алексеевич Попов
Знаки различия для персональных званий работников речного флота Автор:Леонид Николаевич Токарь
Лейб-гвардии Преображенский полк 1914-1917. Походная форма. Автор:Андрей Иванович Кузнецов
Рядовой 11-го Харьковского драгунского полка Автор:Игорь Анатольевич Воробьёв